# Schöndorf (Weimar)
Schöndorf ist ein Ortsteil von Weimar in Thüringen.

## Lage
Schöndorf befindet sich an der Bundesstraße 85 nördlich von Weimar zwischen dem großen und dem kleinen Ettersberg. Der 1939 eingemeindete Ortsteil umfasst drei Wohngebiete – die Siedlung, das alte Dorf Schöndorf oder Altschöndorf und die seit 1986 angelegte Waldstadt.
Die Infrastruktur des Stadtteils ist gut entwickelt. Dazu gehören u. a. zwei Hotels, verschiedene Einkaufsmöglichkeiten, Sportvereine, Kinderbetreuungseinrichtungen, eine Grundschule, eine Regelschule, ein Jugendclub, Arztpraxen und ein Seniorenzentrum. Dazu gehört auch ein Pflanzenzüchtungsunternehmen (SZS) in Alt-Schöndorf, mit mehr als 100-jähriger Tradition, welches hauptsächlich Getreide- (Spelz-) und Soja-Züchtung betreibt.
Mit der Stadtbuslinie 7 ist das Stadtzentrum gut zu erreichen.

## Geschichte
Ursprünglich handelte es sich um eine slawische Siedlung, welche 1358 als Schonndorf erstmals urkundlich erwähnt wurde. Der planmäßige Aufbau begann nach 1700 unter Herzog Wilhelm Ernst. Die alte Dorfstruktur ist großenteils noch erhalten, bestehend aus dem Gut, dem Friedhof, Dorfteich und dem Margaretenbrunnen, der allerdings erst seit 2000 existiert.
Es gibt sowohl eine katholische als auch eine evangelische Pfarrgemeinde in Schöndorf. Die katholische Kirche St. Bonifatius wurde 1957 geweiht. Die Bauzeit betrug zwei Jahre. Auf dem Gelände siedelte sich 1995 mit der Errichtung des Konvents St. Theresa Unbeschuhte Karmelitinnen an. Dies war die erste Klosterneugründung in den neuen Bundesländern nach 1990.
Für die evangelische Kirche St. Stephanus wurde 1964 der Grundstein gelegt, 1966 folgte ihre Einweihung. Die Kirche sollte ursprünglich nach Paul Schneider benannt werden. Die Kirchenleitung, die eine Provokation befürchtete, lehnte das jedoch ab.
Die Sozialdemokratie bekam zu Beginn des 20. Jahrhunderts auch in der Residenzstadt Weimar großen Zulauf. Weil die radikale Sozialistin Rosa Luxemburg auf dem SPD-Parteitag 1905 in Jena zum politischen Massenstreik aufgerufen hatte, wurde sie ein Jahr später vom Großherzoglichen Weimarer Landgericht zu zwei Monaten Gefängnis verurteilt. Am 3. Januar 1912 sprach Luxemburg im Weimarer Volkshaus und trat im Reichstags-Wahlkampf gegen Rüstungs- und Kolonialpolitik auf.
Zum Andenken an die später von reaktionären Kräften ermordete Politikerin ließ die Stadt Weimar 1959 in der Siedlung Schöndorf ein Denkmal errichten. Die Künstler und Bildhauer Siegfried Tschierschky und Franz Dospiel errichteten einen schlanken Obelisken aus Travertin, den oben das proletarische Symbol Hammer und Sichel krönt. Der Platz seiner Errichtung wurde in Rosa-Luxemburg-Platz benannt.
Das Projekt „Nachschlag 1999“ der Weimarer Bauhaus-Universität beschäftigte sich Ende der 1990er Jahre mit dem Denkmal und seinem Umfeld. Neben dem Obelisken liegt ein großer Findling als Negativ-Abdruck eines Teils des Denkmals. Komplementär zu Stele und deren Inschrift trägt der Findling die verblassende Schrift: „Ich träume davon, dass wir in freien Augenblicken Kunst studieren“.
Zu erwähnen ist der Wilhelm-Ernst-Weg, ein Wanderweg von Schöndorf nach Kromsdorf, der im Jahr 2005 angelegt wurde.
In Schöndorf befinden sich die Weingärten des Weingutes Weimar mit einem gemischten Rebsatz. Der dort entstandene Wein wurde vom Weingut-Weimar „Eilfer“ getauft. Zudem werden Frühburgunder, Grauburgunder und Chardonnay reinsortig ausgebaut. Wein aus Weimar wird dem Weinanbaugebiet Saale-Unstrut zugerechnet. Die Größe beträgt etwa 46 Hektar. Der oberhalb des Weinguts vorbeiführende Weg nennt man den Poetenweg. In diesem Bereich steht ein Steinkreuz, dass allerdings auf der Liste der Kulturdenkmale in Tiefurt verzeichnet ist.

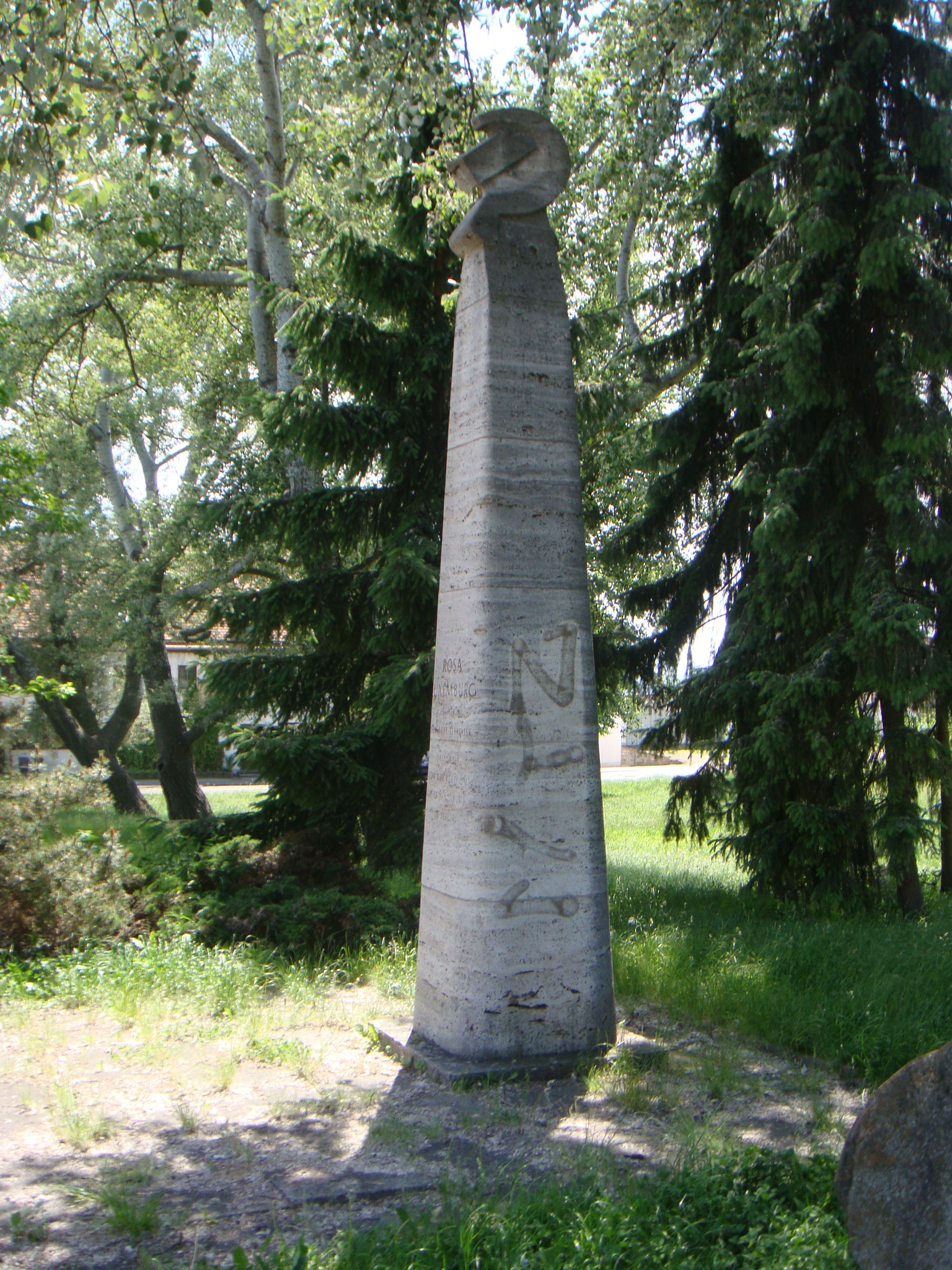
Rosa-Luxemburg-Denkmal von Siegfried Tschierschky, errichtet 1959
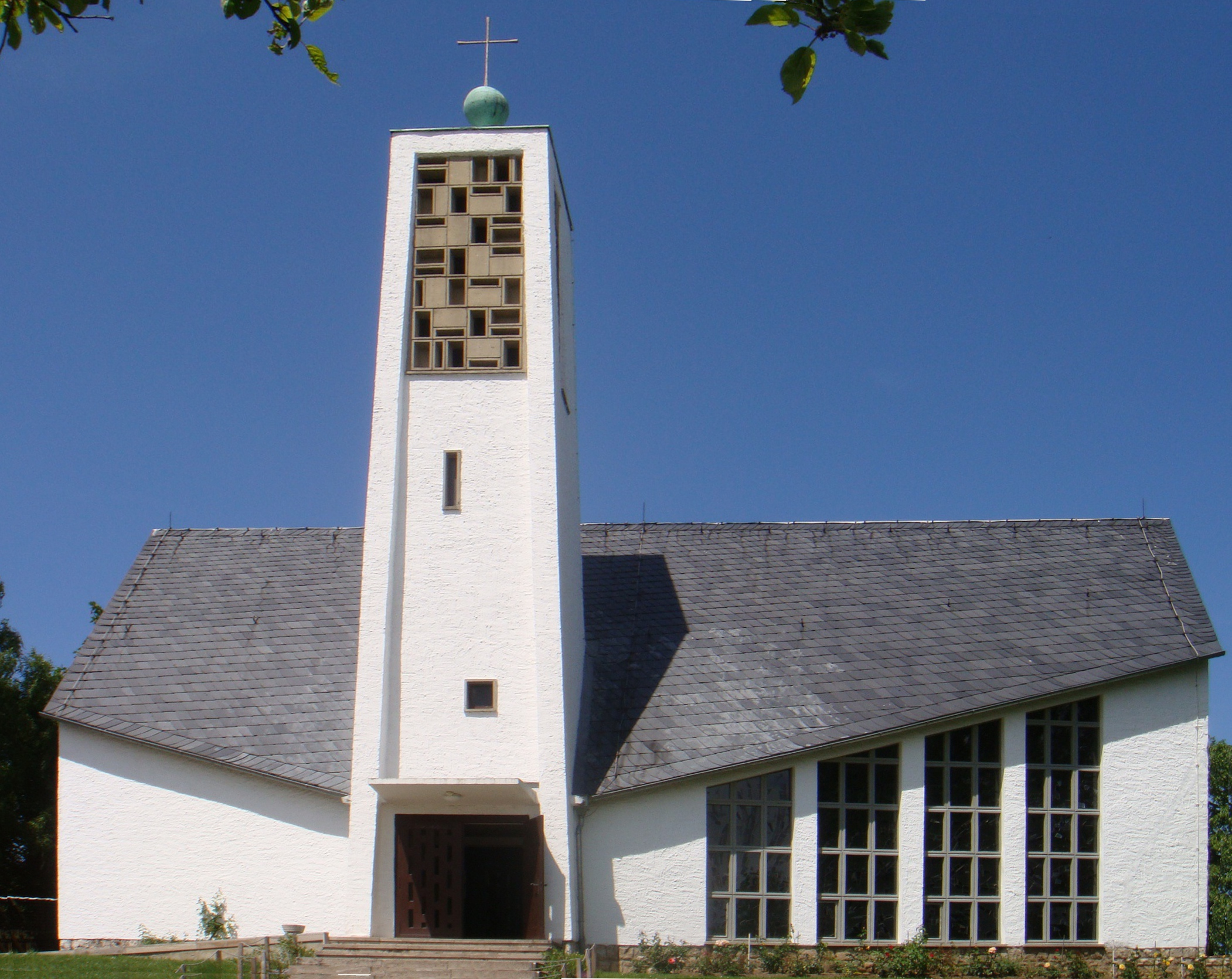
Evangelische Kirche St. Stephanus
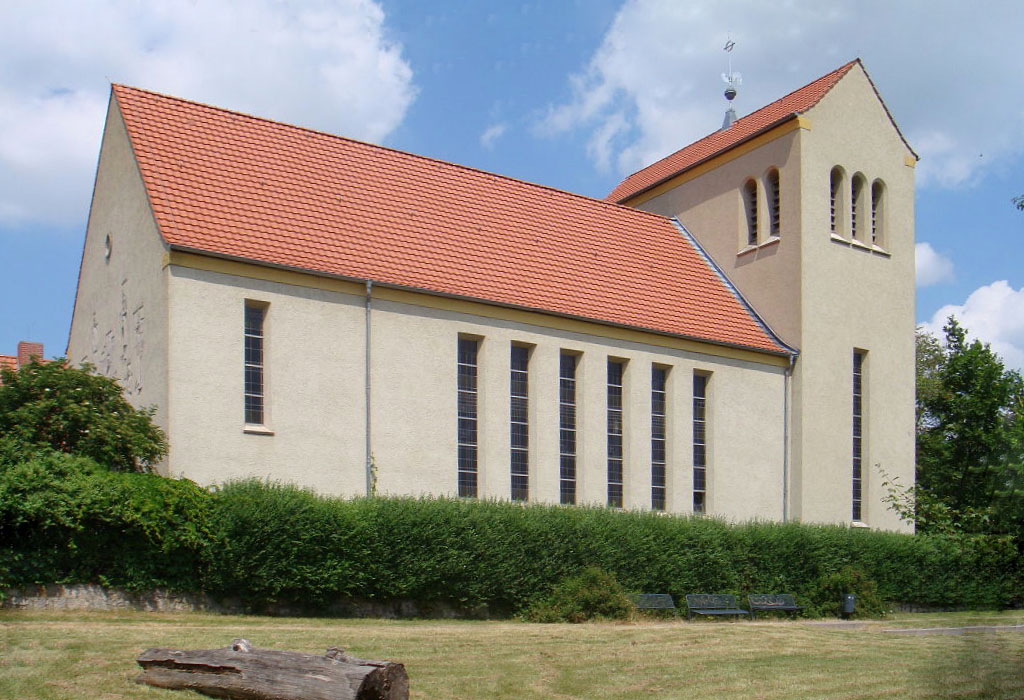
Katholische Kirche St. Bonifatius

## Verkehr

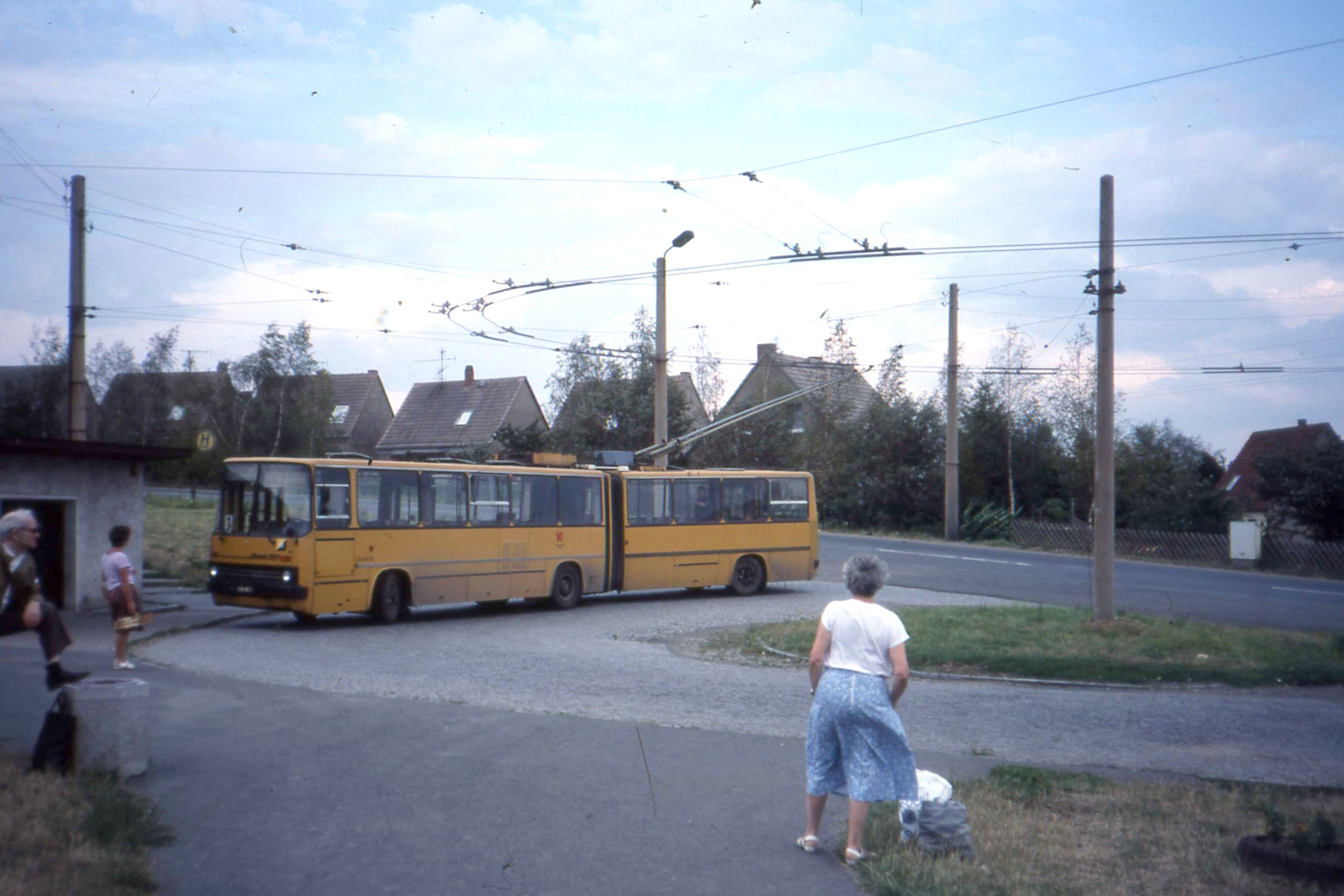
Obus Ikarus 280T an der Wendeschleife Schöndorf

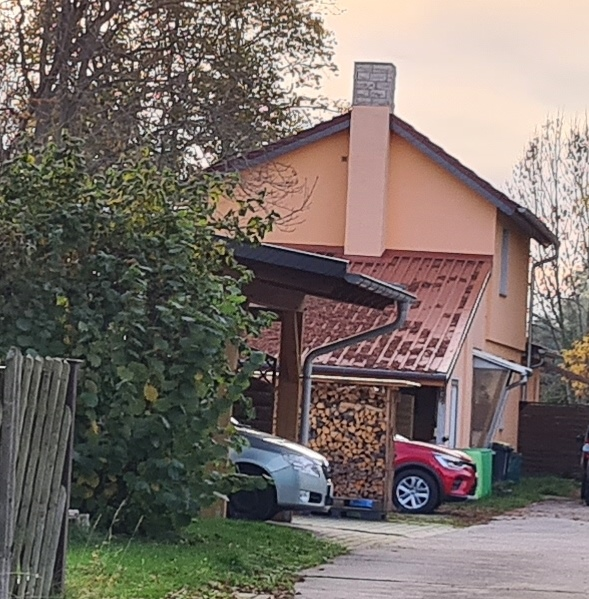
Ehemaliger Bahnhof Schöndorf (Weimar) der Schmalspurbahn Weimar–Rastenberg/Großrudestedt

### Straßenverkehr
Die von Erfurt kommende Bundesstraße 7 bindet Schöndorf heute in west-nördlicher Richtung durch eine teilweise zweispurig ausgebaute Nordumfahrung Weimars an. Die Fortführung der Umgehungsstraße nach Osten Richtung Jena ist umstritten, da der zum Weltkulturerbe gehörende Tiefurter Park durchquert würde. Schöndorf ist durch die Bundesstraße 85 aus den Süden Richtung Weimar Innenstadt kommend angeschlossen. An der Wendeschleife über die Ernst-Busse-Straße ist Schöndorf-Waldstadt mit dieser verbunden.

### Öffentlicher Personennahverkehr
Der Stadtteil Schöndorf ist an das Stadtbusnetz der Stadtwirtschaft Weimar GmbH mit der Linie 7 angeschlossen. Bis 1993 war Schöndorf an das Oberleitungsbusnetz des Obusbetrieb Weimar verbunden. In Schöndorf befand sich die Endhaltestelle mit Wendeschleife.

### Schienenverkehr
Vom 26. Juni 1887 bis zum 11. April 1946 war Schöndorf durch die im Volksmund Laura genannte Schmalspurbahn Weimar–Rastenberg/Großrudestedt, durch den Bahnhof Weimar Schöndorf, an das Schienennetz angeschlossen. Der ehemalige Bahnhof wird heute als Wohnhaus genutzt. Seit Herbst 1937 war der Bahnhof Schöndorf auch Teil der Bahnstrecke Weimar–Buchenwald mit einem dreischienigen Gleis an die Normalspur angeschlossen. Durch den Bahnhof Schöndorf rollten auch die Züge mit Häftlingen zum KZ Buchenwald, weshalb sie auch Buchenwaldbahn hieß. Zwischen 1946 und 1953 wurde auf einem Teil der Strecke öffentlicher Personenverkehr, ab 1949 durch die Deutsche Reichsbahn durchgeführt. Ende 1951 verkehrten zwei Zugpaare von Montag bis Samstag, eins von Montag bis Freitag und eins nur mittwochs und samstags über Schöndorf zwischen Weimar Nord und Großobringen.

## Persönlichkeiten, die mit Schöndorf in Verbindung stehen
- Carl Gärtig (1902–1981), Kommunist und Widerstandskämpfer gegen den Nationalsozialismus